# جو بوين
جو بوين هو معلق رياضي كندي، ولد في 5 أبريل 1951 في غريتر سودبوري في كندا.